# Neutrino elettronico
Il neutrino elettronico (νe) è il primo dei tre neutrini che, insieme all'elettrone, forma la prima generazione di leptoni, perciò il suo nome neutrino elettronico. Venne per la prima volta ipotizzato da Wolfgang Pauli nel 1930, per tenere conto del momento mancante e dell'energia mancante nel decadimento beta, e venne scoperto nel 1956 da una squadra condotta da Clyde Cowan e Frederick Reines (vedi esperimento del neutrino di Cowan e Reines).

## Proposta
Nei primi anni del 1900, le teorie hanno previsto che gli elettroni del decadimento beta avrebbero dovuto essere emessi ad una specifica energia. Tuttavia, nel 1914, James Chadwick ha dimostrato che gli elettroni venivano invece emessi in uno spettro continuo.
n⁰ → p+ + e-
La prima comprensione del decadimento beta.
Nel 1930, Wolfgang Pauli teorizzava che una particella non rilevata portava via la differenza osservata tra energia, momento e momento angolare delle particelle iniziali e finali.
n⁰ → p+ + e- + ν⁰e
La versione di Pauli del decadimento beta.

### Lettera di Pauli
Il 4 dicembre del 1930, Pauli scrisse la sua famosa lettera all'Istituto di Fisica dell'Istituto Federale di Tecnologia, Zurigo, dove proponeva il neutrino elettronico come una soluzione potenziale per risolvere il problema dello spettro continuo del decadimento beta. Nella comprensione del testo della lettera può essere  utile ricordare che nella lettera Pauli denomina  il neutrino neutrone  come si spiega nel paragrafo successivo di questo articolo.
Come latore di queste righe [...] cercherò di spiegarmi in modo più esatto, considerando le statistiche 'false' dei nuclei dell'N-14 e del Li-6, così come lo spettro β continuo. Ho escogitato un rimedio disperato per salvare il "teorema dello scambio" di statistiche e il teorema dell'energia. Vale a dire [c'è] la possibilità che possano esistere nei nuclei particelle elettricamente neutre che mi piace chiamare neutroni, le quali hanno uno spin di 1/2 e obbediscono al principio di esclusione e, in più, differiscono dai quanti di luce nel senso che non viaggiano alla velocità della luce: la massa del neutrone deve essere dello stesso ordine di grandezza della massa dell'elettrone e, in ogni caso, non superiore a 0,01 della massa del protone. Lo spettro β continuo diventerebbe allora comprensibile in base al presupposto che nel decadimento  β un neutrone venga emesso insieme all'elettrone, in modo tale che la somma delle energie del neutrone e dell'elettrone resti costante. [...] Ma non mi sento abbastanza sicuro di pubblicare qualcosa riguardo a questa idea, così per prima mi rivolgo con fiducia a voi, cari radioattivi, con una questione in merito alla situazione concernente la prova sperimentale di un tale neutrone, se abbia qualcosa come circa 10 volte la penetrante capacità di un raggio γ. Ammetto che il mio rimedio può sembrare di avere una piccola probabilità a priori, perché i neutroni, se esistono, probabilmente sarebbero stati visti molto tempo fa. Tuttavia, solo chi scommette può vincere, e la gravità della situazione dello spettro β continuo può essere resa in modo chiaro con il detto del mio onorato predecessore in carica, Mr. Debye, [...] "È meglio non pensarci affatto, come le nuove tasse." [...] Così, cari radioattivi, mettetelo alla prova e sistematelo nel modo giusto. [...]
Con tanti saluti a voi, anche a Mr. Back, il vostro devoto servitore»
(W. Pauli)
Una ristampa della lettera completa tradotta è disponibile nel numero di settembre del 1978 di Physics Today.

## Scoperta

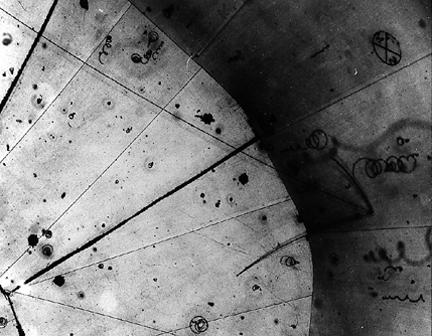
La prima osservazione di un neutrino (13 novembre 1970). Un neutrino colpisce un protone in una camera a bolle di idrogeno. La collisione accade nel punto in cui emanano le tre tracce sulla destra della fotografia.

Il neutrino elettronico venne scoperto da Clyde Cowan e Frederick Reines nel 1956.

## Nome
Pauli originariamente chiamò la sua particella di luce proposta neutrone. Quando James Chadwick nel 1932 scoprì una particella nucleare di massa molto maggiore la chiamò ugualmente neutrone, e ciò lasciò le due particelle con lo stesso nome. Enrico Fermi, che sviluppò la teoria del decadimento beta, per risolvere in modo intelligente la confusione, nel 1934 coniò il termine di neutrino. Fu una paronomasia sul neutrone, l'equivalente italiano di neutrone.
Con la previsione e la scoperta di un secondo neutrino, divenne importante distinguere tra i diversi tipi di neutrini. Il neutrino di Pauli viene adesso identificato come neutrino elettronico, mentre il secondo neutrino è identificato come neutrino muonico. Tuttavia, a causa delle considerazioni storiche, il neutrino elettronico viene spesso semplicemente riferito come neutrino.